# Verviers
Verviers, Vervî in het plaatselijke Waalse dialect, is een stad in de Belgische provincie Luik. De stad telt ruim 56.000 inwoners.
De stad aan de Vesder is vooral bekend vanwege de (vergane) textielindustrie.

## Etymologie
Verviers komt, evenals andere plaatsnamen eindigend op -viers, mogelijk van een Keltische uitgang -uer, die op water duidt, evenals het woord rivier. Naast deze naamsverklaring zijn er ook diverse geromantiseerde "verklaringen".

## Geschiedenis
In Verviers werden Romeinse munten gevonden, doch de streek was ook in de prehistorie al bewoond. Een 2e-eeuwse tumulus te Heusy werd in 1862 afgegraven.
Einde 7e eeuw werd door monniken van de Abdij van Stavelot te Verviers een parochie gesticht: de Sint-Remaclusparochie.
Verviers behoorde tijdens het ancien régime tot het prinsbisdom Luik, en wel was het een van de Goede Steden van dit prinsbisdom, en wel de 23e en laatste (1651) die deze titel verkreeg. Ook was het de hoofdstad van het Markgraafschap Franchimont, dat in 1014 de facto onderdeel werd van het prinsbisdom Luik. Verder was het de hoofdstad van de ban van Verviers, een van de vijf banken van het Markgraafschap.
In het dal van de Vesder ontwikkelde zich al snel enige industriële activiteit. Naast de metaalbewerking werd met name de lakennijverheid belangrijk. Deze profiteerde van het kalkarme water dat van de Hoge Venen afkomstig was en zeer geschikt was voor het wassen van de wol. In een document van 1413 werd melding gemaakt van vier volderijen. In de 17e eeuw verdrong de lakennijverheid die der metaalbewerking vrijwel geheel.
Omstreeks 1652 werd Verviers ommuurd.
In 1692 werd Verviers en omgeving door een aardbeving getroffen.

### Industriële revolutie
Verviers was vanouds een stad waar de lakenindustrie floreerde. Een van de lakenfabrikanten op het eind van de 18e eeuw was Simonis & Biolley. Toen de machinebouwer (jenny maker) William Cockerill in 1797 uit Engeland vertrok, ontmoette hij in Hamburg een wolhandelaar die hem in contact bracht met Iwan Simonis. Deze nodigde hem uit om machines voor hem te bouwen voor de bewerkingen van wol, zoals het kaarden. In 1799 vestigde hij zich in Verviers.
Allereerst liet Cockerill zijn schoonzoon, de machinebouwer James Hodson, in 1803 overkomen naar Verviers.
Cockerill ging terug naar Engeland, waar hij van 1803-1806 verbleef, en smokkelde van daaruit machineonderdelen, verstopt in kisten textiel, naar het continent. De uitvoer van machines was verboden vanwege de bescherming van de Engelse technologische voorsprong. Marie-Anne Simonis en Biolley tekende een exclusiviteitscontract met William Cockerill en brachten zo de Spinning Jenny en andere machines naar Luik. Dit was de kiem voor de industriële revolutie op het Europese continent. De stad Verviers was de eerste stad op het continent waar deze omwenteling een aanvang nam..
Door deze ontwikkelingen evolueerde de lakenindustrie zich van een aantal kleinere bedrijfjes tot een veel kleiner aantal grotere, geïndustrialiseerde bedrijven op basis van stoomkracht. Reeds in 1788 was de textielindustrie, die voornamelijk in Verviers was gevestigd, verantwoordelijk voor meer dan 72% van de totale export van het prinsbisdom Luik. Halverwege de 19e eeuw vormde Verviers het zwaartepunt van de Belgische textielindustrie. In deze tijd werden ook bouwwerken geschapen die de grootsheid van de stad tot uitdrukking moesten brengen. In 1873 echter vond een crisis plaats ten gevolge van overproductie. Deze duurde tot 1896. Einde 19e eeuw was een groot deel van de textielfabrieken in Verviers al verouderd ten opzichte van nieuwe en concurrerende industriegebieden. Uiteindelijk zijn er begin 21e eeuw nog slechts twee bedrijven (waaronder Iwan Simonis) actief in de wolindustrie, en het merendeel van de bevolking vindt werk in de dienstensector. In de randgebieden zijn bedrijventerreinen ontstaan met gevarieerde bedrijvigheid.
In 1830 was Verviers een van de eerste gemeenten die na de rellen in Brussel op 25 augustus deelnam aan de Belgische Opstand.
Verviers staat bekend als Ville lainière (wolstad) vanwege de belangrijke wolverwerkende industrie die de stad heeft gekend. Ook als Capitale de l'eau (hoofdstad van het water) wordt de stad wel geduid, vanwege het kalkarme water van de Vesder dat een belangrijke rol bij de ontwikkeling van de stad heeft gespeeld. Verviers is bovendien, met een agglomeratie van 85.000 inwoners, de op Luik na belangrijkste stad van de provincie Luik.

### Incident van 2015
Op 15 januari 2015 eindigde een antiterreuractie in de buurt van het station in een schietpartij waarbij twee Syriëgangers werden doodgeschoten. Deze werden verdacht van het beramen van een aanslag op een politiebureau. Een derde persoon probeerde te ontkomen maar werd opgepakt.

### Overstroming 2021
In de nacht van 14 op 15 juli trad de Vesder buiten haar oevers en richtte een enorme waterschade aan. Er was die nacht een uitzonderlijke extreme regenval en de dam van het stuwmeer te Eupen werd opengezet.  De menselijke en materiële schade was niet te overzien. Men sprak van een grotere schade dan tijdens de Tweede Wereldoorlog.

## Sport
Verviers was twee keer etappeplaats in de wielerkoers Ronde van Frankrijk. In 1976 won de Spanjaard Miguel María Lasa er een rit en in 2017 startte er een etappe naar Longwy.

## Kernen

### Deelgemeenten
| # | Naam          | Opp. (km²) | Inwoners (2020) | Inwoners per km² | NIS-code |
| - | ------------- | ---------- | --------------- | ---------------- | -------- |
| 1 | Verviers      | 11,19      | 29.106          | 2.602            | 63079A-D |
| 2 | Stembert      | 6,32       | 8.660           | 1.369            | 63079B   |
| 3 | Heusy         | 3,73       | 6.057           | 1.624            | 63079C   |
| 4 | Ensival       | 4,51       | 4.696           | 1.041            | 63079E   |
| 5 | Lambermont    | 3,04       | 3.227           | 1.061            | 63079F   |
| 6 | Petit-Rechain | 4,21       | 3.513           | 835              | 63079G   |

### Overige kernen
Hodimont

## Bezienswaardigheden

### Burgerlijke gebouwen
- Stadhuis van Verviers
- Grand-Théâtre de Verviers
- Justitiepaleis
- Hiernaast tal van geklasseerde woonhuizen

### Kerken
- Sint-Lambertuskapel
- Onze-Lieve-Vrouw Middelareskerk
- Onze-Lieve-Vrouw-van-de-Recollectenkerk
- Sint-Antoniuskerk
- Sint-Jozefkerk
- Sint-Remacluskerk
- Sint-Julianakerk
- Sint-Annakapel, orthodoxe kerk
- Protestantse kerk van Laoureux
- Onze-Lieve-Vrouw-Onbevlekt-Ontvangenkerk in stadsdeel Heusy
- Sint-Hubertuskerk in het stadsdeel Heusy.
- Protestantse kerk in het stadsdeel Hodimont
- Sint-Jan-de-Doperkerk in het stadsdeel Hodimont
- Sint-Jan-de-Doperkerk, aan de Rue Surdents in stadsdeel Stembert
- Sint-Niklaaskerk in het stadsdeel Stembert

### Parken
- Groengebied Place Verte rondom het vernieuwde Canal des Usines
- Parc de Séroule te Heusy
- Parc de l'Harmonie
- Parc de la Tourelle
- Parc du Château des Moines te Stembert
- Parc Fabiola

### Fonteinen
Verviers is beroemd om zijn fonteinen. Er zijn er zeker 21 en meerdere daarvan zijn bezienswaardig en/of van historisch belang. De Fontaine Ortmans is een grote, monumentale fontein; de Fontaine du Perron is gerelateerd aan het Perroen van Verviers; de Fontaine La Grâce toont een gestileerd vrouwenbeeld, en zo zijn er meer fonteinen. Een toeristische route voert langs de fonteinen.

### Musea
- Maison de l'Eau
- Museum voor Archeologie en Folklore
- Museum voor Schone Kunsten en Keramiek
- Solvent (textielmachines)
- Documentatiecentrum van de wolindustrie
- Usine Bettonville met Centre Touristique de la Laine et de la Mode

Zie ook
- Lijst van beschermd erfgoed in Verviers

## Galerij

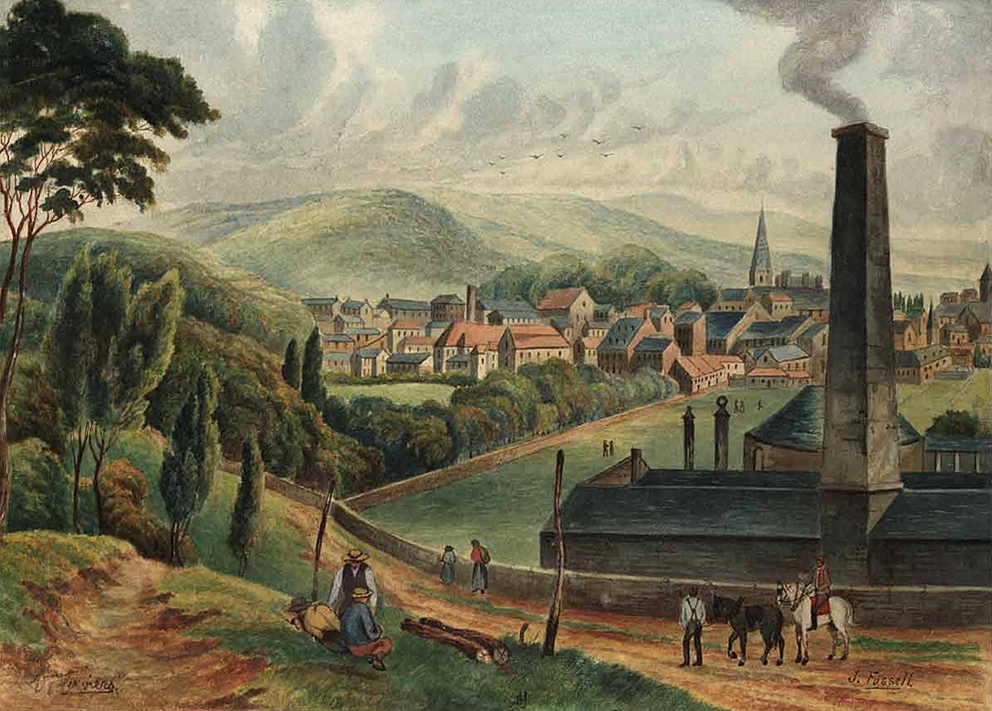
Vue de Verviers van Joseph Fussell
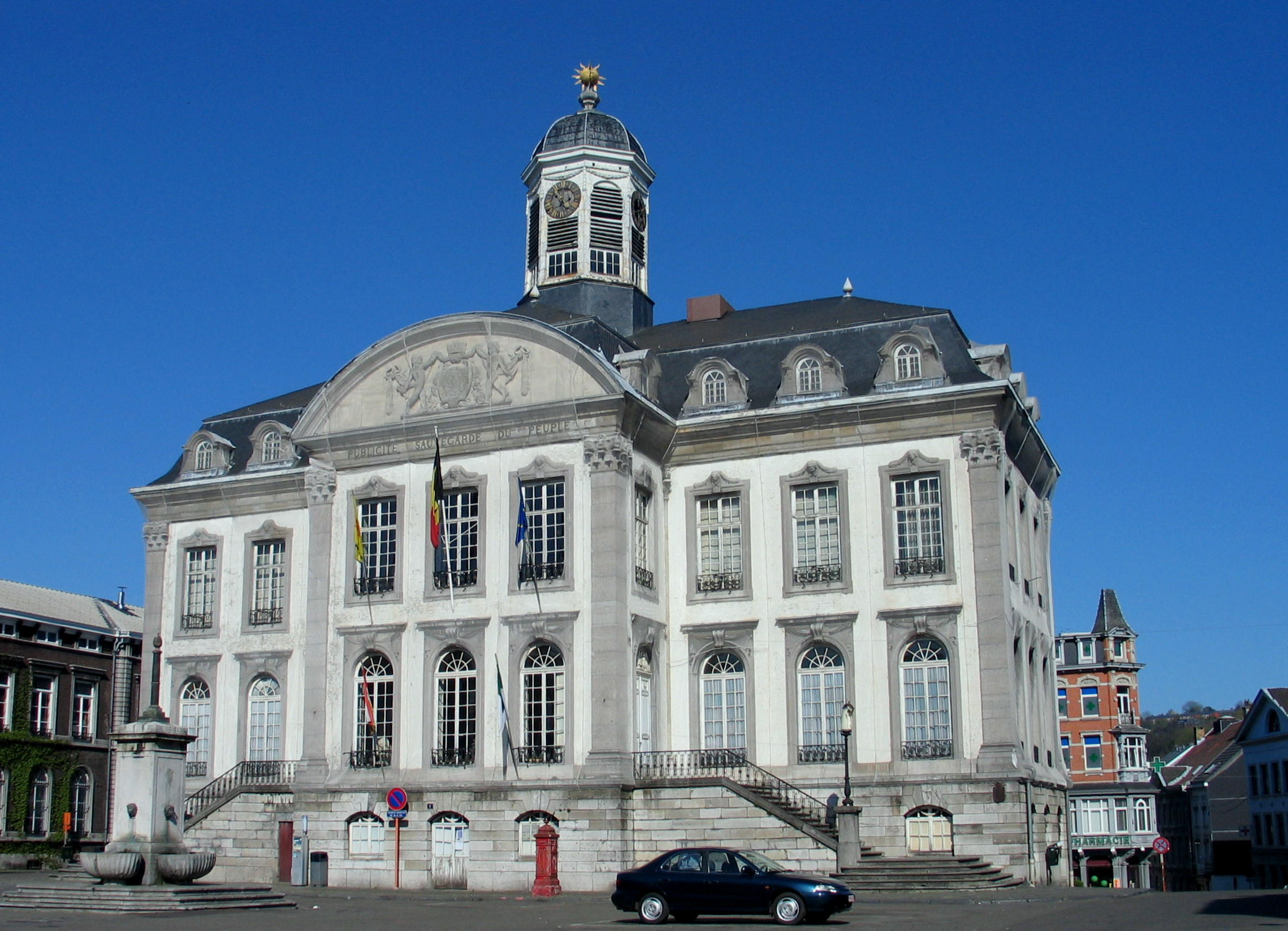
Gemeentehuis in Lodewijk XVI-stijl
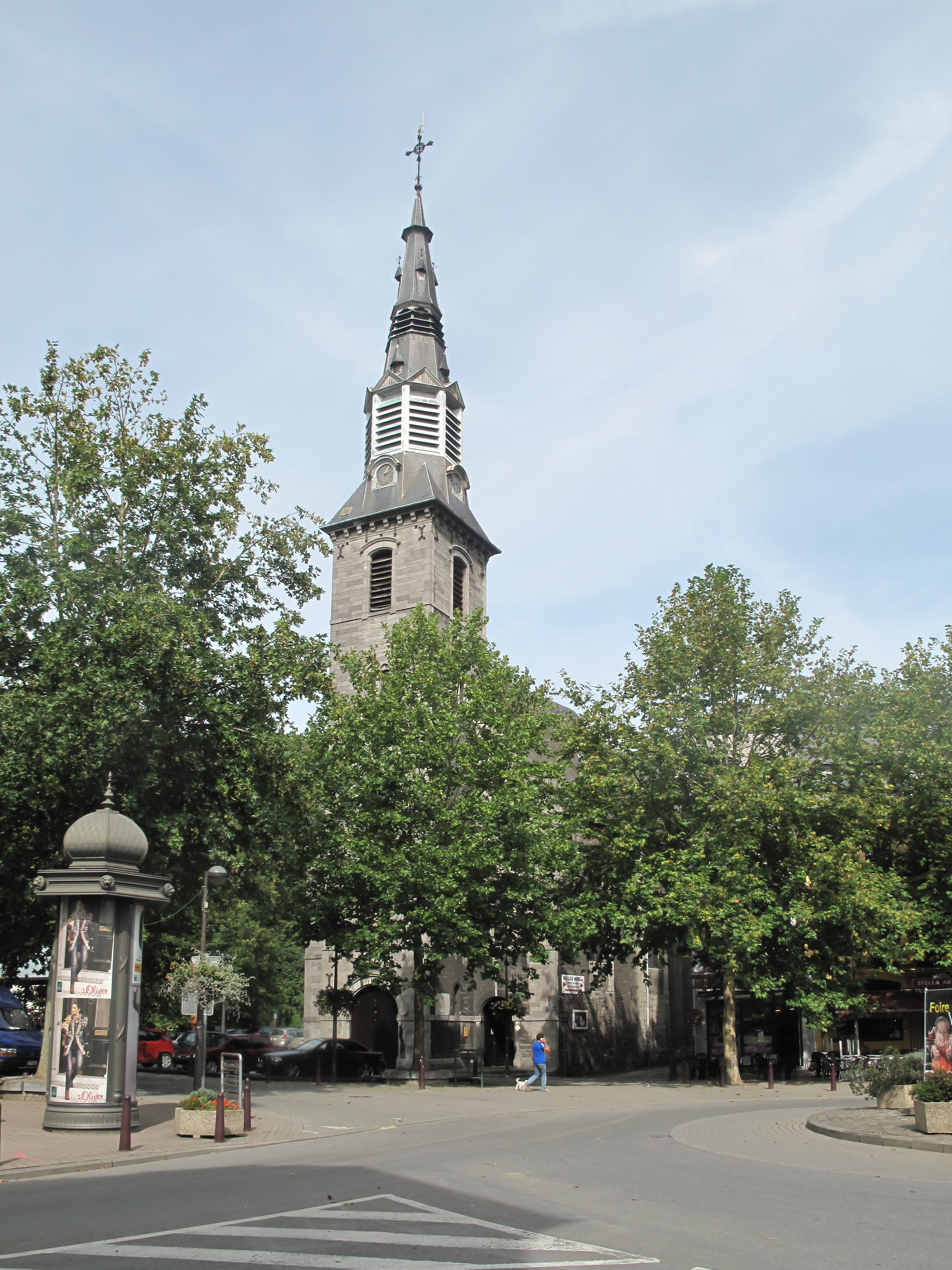
Verviers, kerk: Notre Dame des Récollets
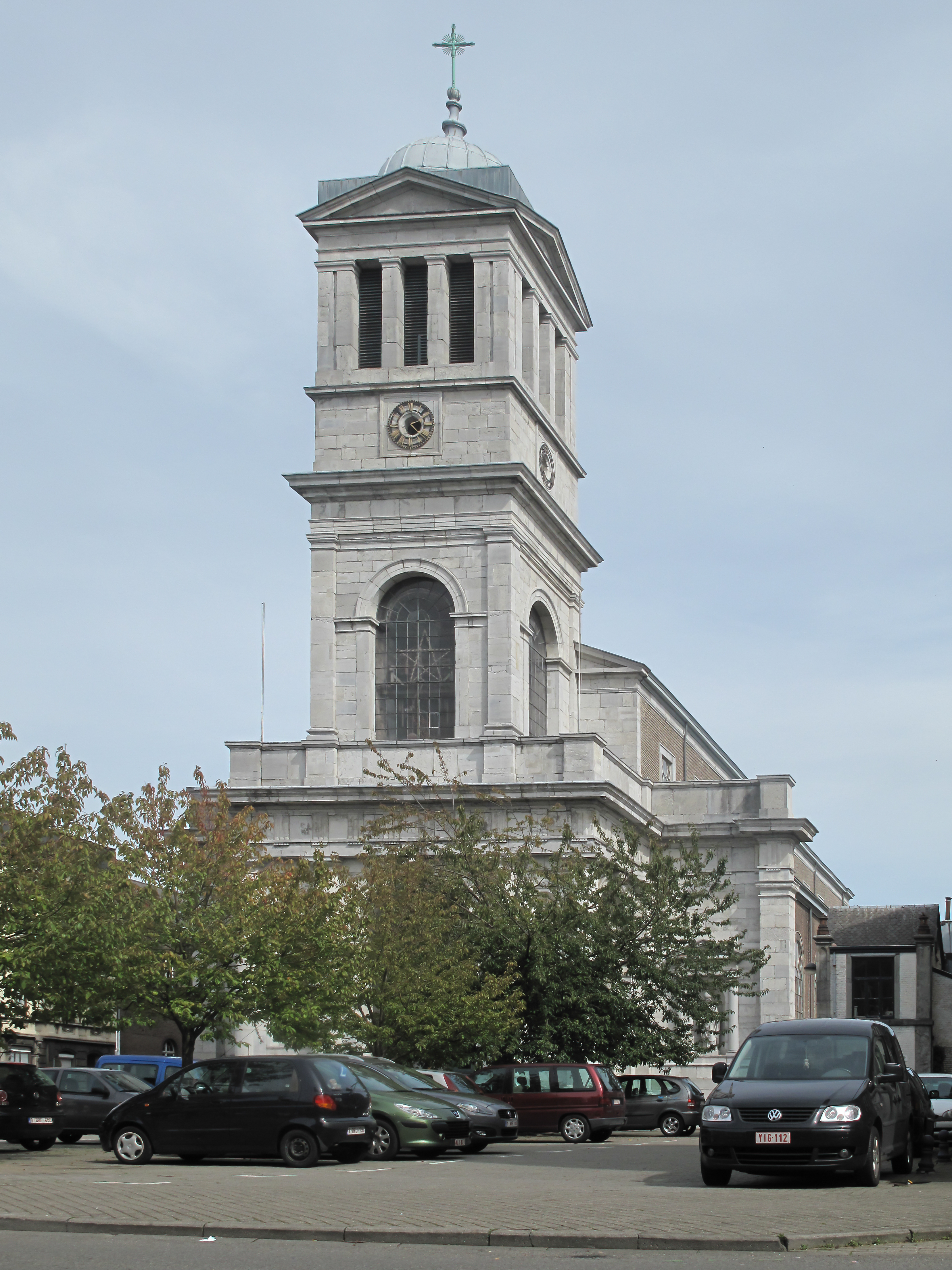
Verviers, kerk: Saint-Remacle
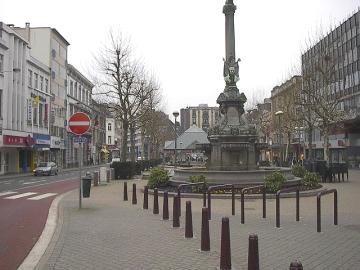
Centrum van Verviers
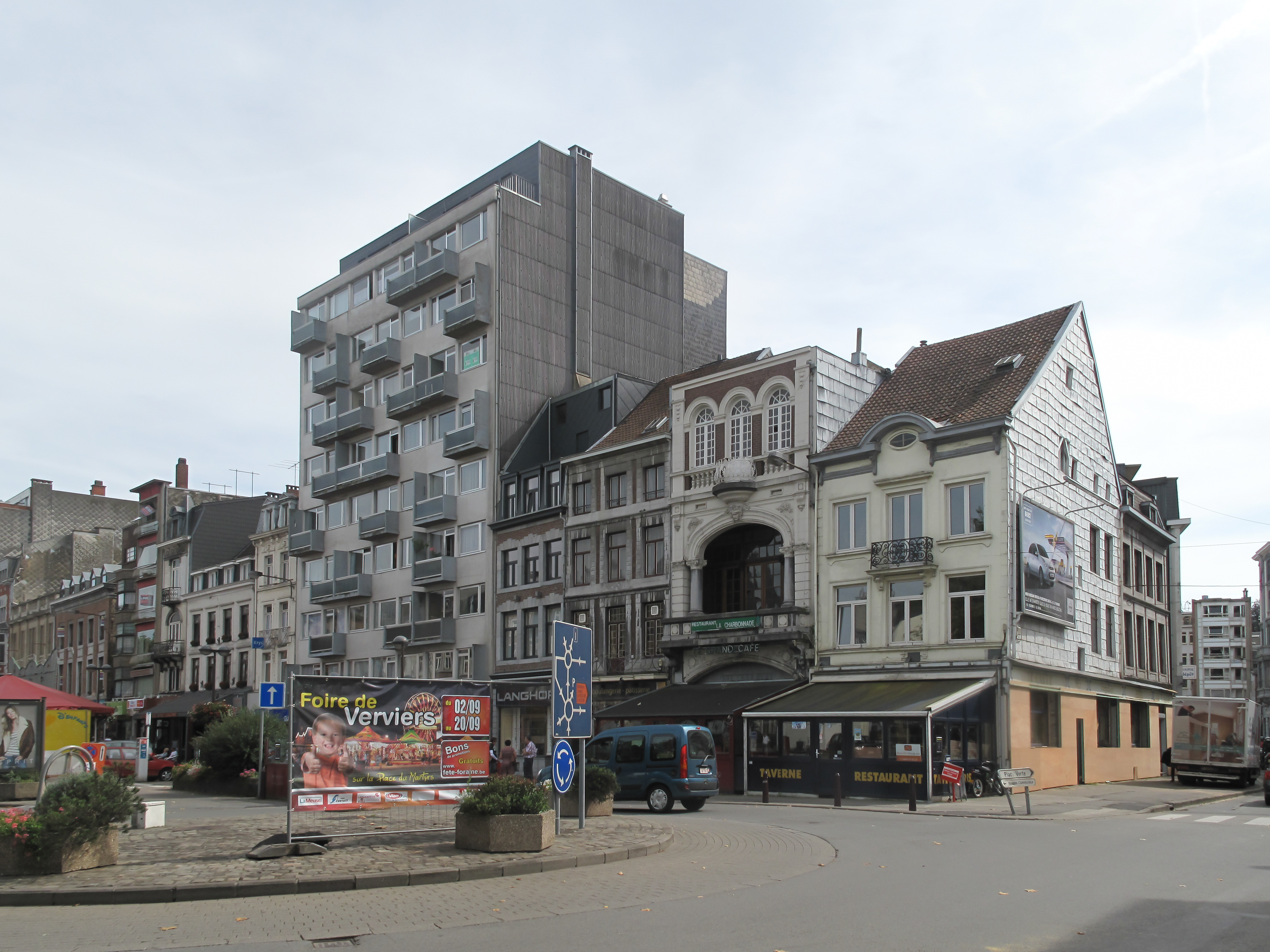
Verviers, verkeersplein
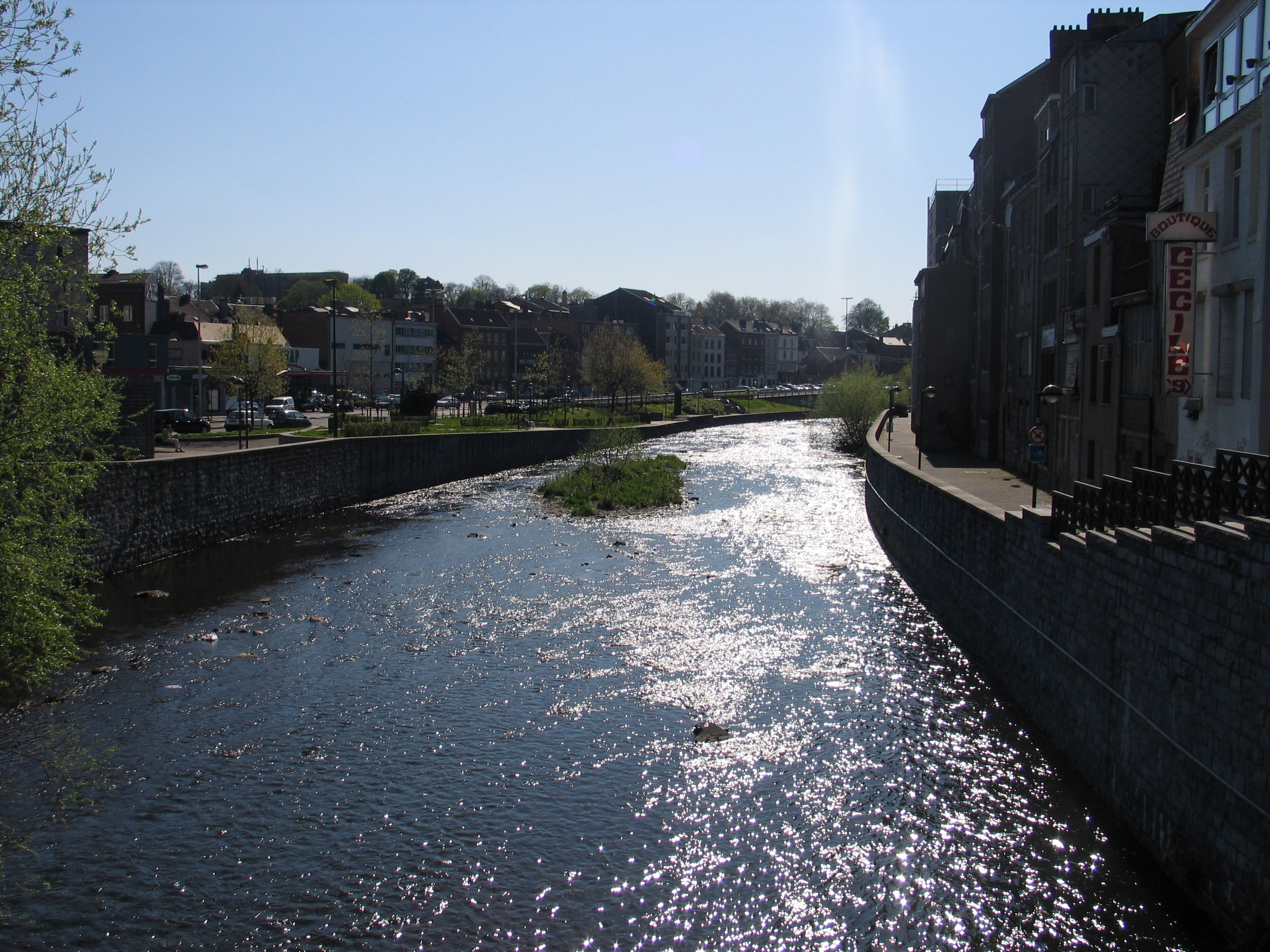
De Vesder in Verviers
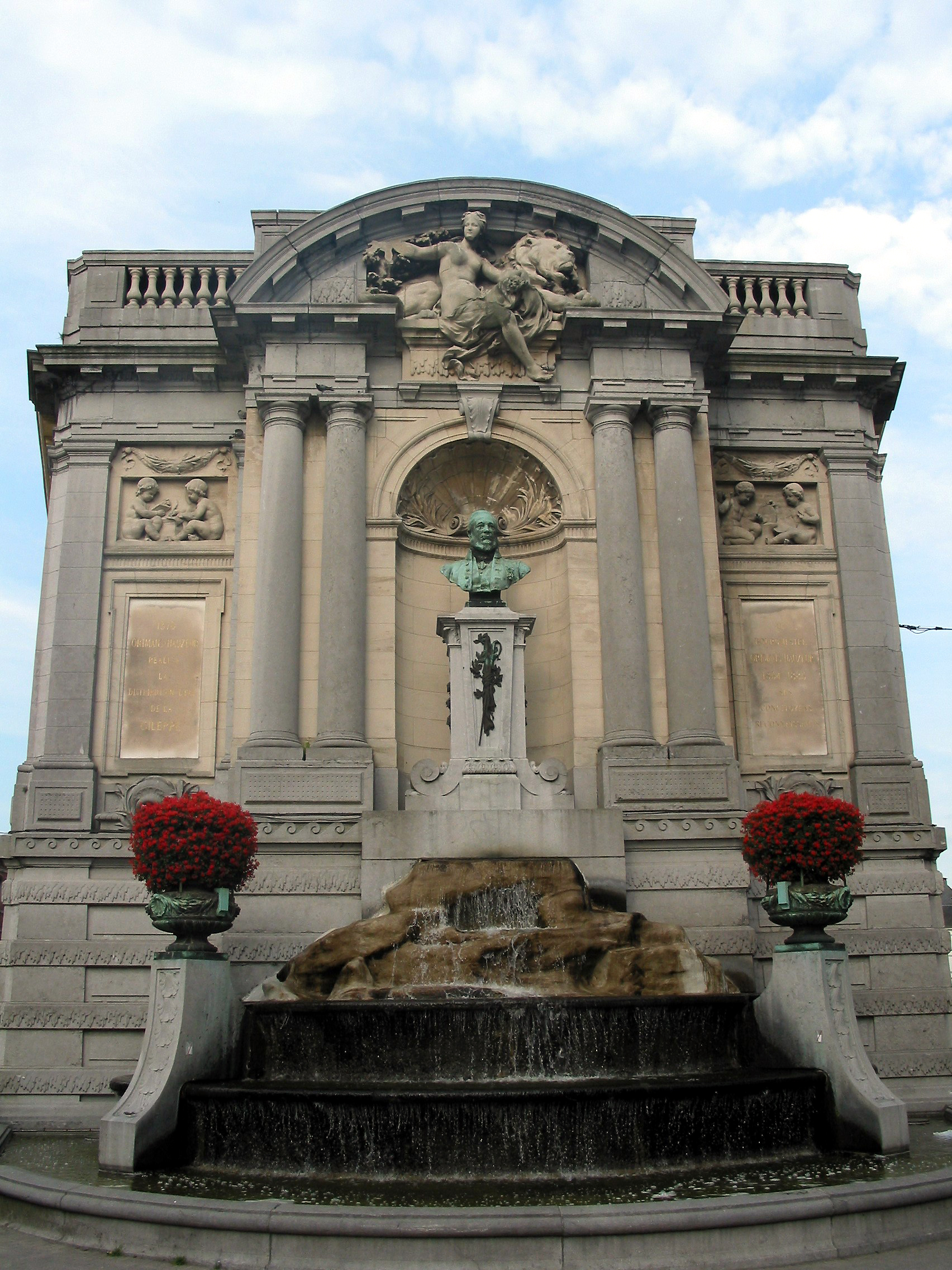
De fontein van Ortman (1878)
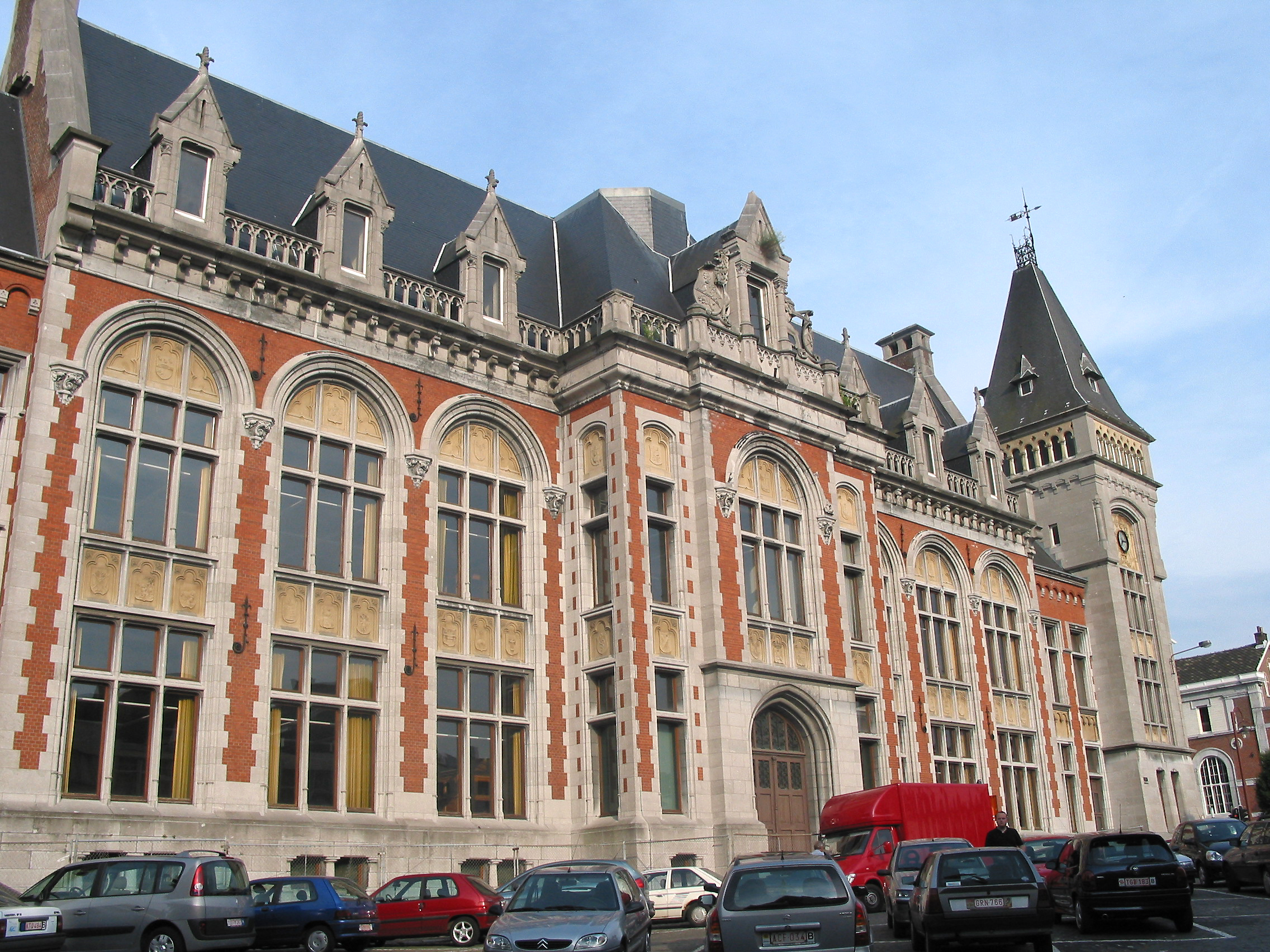
Het gerechtsgebouw (vleugel - 1896)

## Natuur en landschap
Verviers bestaat geheel uit verstedelijkt gebied en ligt vrijwel geheel op de linkeroever van de Vesder. Lang heeft, parallel hieraan, het Canal des Usines bestaan, waarvan een klein deel weer werd gereconstrueerd. Ook andere beken die in de Vesder vloeien werden overkluisd. In zuidelijke richting stijgt het land in de richting van de Ardennen.

## Verkeer en vervoer
Het station van Verviers, station Verviers-Centraal, is een spoorwegknooppunt aan de spoorlijn Luik - Aken. In Verviers en Pepinster kan overgestapt worden op de trein naar Spa Géronstère.
Ten zuidwesten van Verviers ligt het vliegveld Verviers-Theux.
Aan de westzijde van Verviers ligt de snelweg E42/A27. Verder verbindt de rondweg R61 de snelweg met de stad en lopen er door de stad verschillende gewestwegen: N61, N640, N657 en N672.

### Tramnet

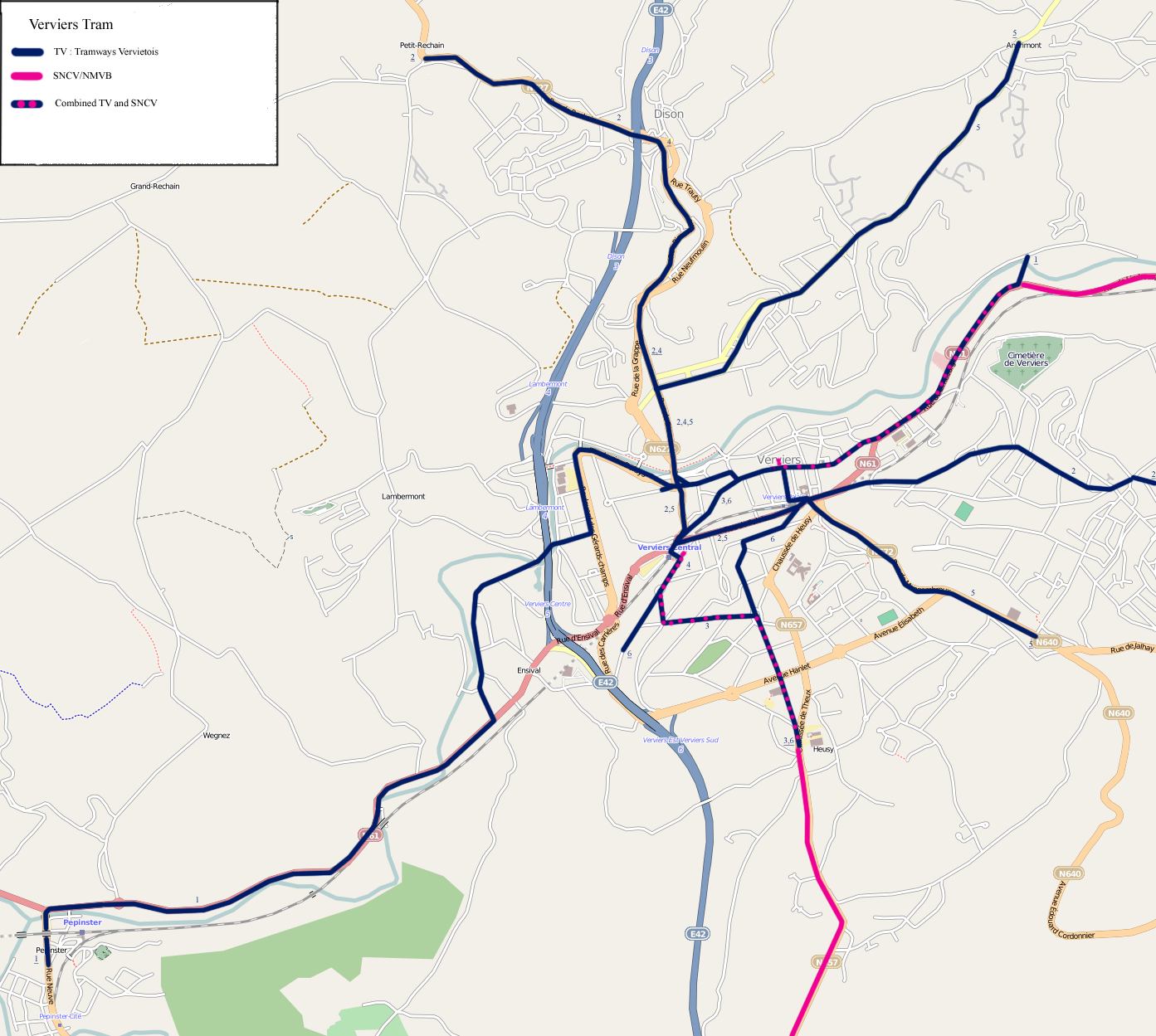
Het vroegere stadstramnet (blauw) en buurtspoorwegnet (rood).

In Verviers hebben van 1884 tot 1969 trams gereden. De eerste trammaatschappij was de TV (Société Anonyme des Tramways Verviétois) die later is opgegaan in de STIV (Société des Transports Intercommunaux de l'Agglomération Verviétoise). De buurtspoorwegen hebben twee elektrische lijnen vanuit Verviers geëxploiteerd. Eén naar Spa en de ander naar Eupen. De laatste stadstrams werden in 1969 opgeheven.

## Politiek

### Resultaten gemeenteraadsverkiezingen sinds 1976
| Partij               | Partij                          | 10-10-1976 | 10-10-1976 | 10-10-1982 | 10-10-1982 | 9-10-1988 | 9-10-1988 | 9-10-1994 | 9-10-1994 | 8-10-2000 | 8-10-2000 | 8-10-2006 | 8-10-2006 | 14-10-2012 | 14-10-2012 | 14-10-2018 | 14-10-2018 | 13-10-2024 | 13-10-2024 |
| Stemmen / Zetels     | Stemmen / Zetels                | %          | 37         | %          | 37         | %         | 37        | %         | 37        | %         | 37        | %         | 37        | %          | 37         | %          | 37         | %          | 37         |
| -------------------- | ------------------------------- | ---------- | ---------- | ---------- | ---------- | --------- | --------- | --------- | --------- | --------- | --------- | --------- | --------- | ---------- | ---------- | ---------- | ---------- | ---------- | ---------- |
|                      | PS1 / RPSWA                     | 33,281     | 14         | 27,45A     | 11         | 31,131    | 13        | 21,51     | 9         | 33,281    | 14        | 36,671    | 15        | 28,841     | 12         | 29,381     | 13         | 25,031     | 10         |
|                      | RW1 / RPSWA                     | 7,421      | 2          | 27,45A     | 11         | -         |           | -         |           | -         |           | -         |           | -          |            | -          |            | -          |            |
|                      | PSC1 / cdH2/ Ensemble VerviersA | 23,651     | 9          | 30,181     | 12         | 34,491    | 14        | 32,581    | 14        | 23,281    | 9         | 28,732    | 12        | 27,372     | 11         | 13,712     | 5          | 35,80A     | 15         |
|                      | PRL1 / MR2/ Ensemble VerviersA  | 25,911     | 11         | 26,291     | 10         | 20,631    | 8         | 14,671    | 6         | 17,951    | 7         | 16,442    | 6         | 23,772     | 10         | 14,952     | 6          | 35,80A     | 15         |
|                      | Nouveau V.1/ Ensemble VerviersA | -          |            | -          |            | -         |           | -         |           | -         |           | -         |           | -          |            | 11,791     | 4          | 35,80A     | 15         |
|                      | ECOLO                           | -          |            | 11,06      | 4          | 8,47      | 2         | 6,59      | 2         | 11,52     | 4         | 10,7      | 3         | 9,91       | 3          | 10,68      | 4          | 12,60      | 4          |
|                      | PTB1 / PTB+2                    | -          |            | -          |            | -         |           | 0,41      | 0         | -         |           | -         |           | 2,042      | 0          | 9,161      | 3          | 13,101     | 5          |
|                      | LRV                             | -          |            | -          |            | -         |           | -         |           | -         |           | -         |           | -          |            | -          |            | 7,68       | 2          |
|                      | PP                              | -          |            | -          |            | -         |           | -         |           | -         |           | -         |           | 6,03       | 1          | 6,99       | 2          | -          |            |
|                      | FN1 / FNB2                      | -          |            | -          |            | -         |           | 7,531     | 2         | 4,852     | 1         | 6,272     | 1         | -          |            | -          |            | -          |            |
|                      | Eau Centre                      | -          |            | -          |            | -         |           | -         |           | -         |           | -         |           | -          |            | -          |            | 4,49       | 1          |
|                      | VL                              | -          |            | -          |            | -         |           | -         |           | 6,57      | 2         | -         |           | -          |            | -          |            | -          |            |
|                      | VA                              | -          |            | -          |            | -         |           | 10,16     | 3         | -         |           | -         |           | -          |            | -          |            | -          |            |
|                      | AGIR                            | -          |            | -          |            | -         |           | 5,4       | 1         | -         |           | -         |           | -          |            | -          |            | -          |            |
|                      | Int.Com.                        | 4,86       | 1          | -          |            | -         |           | -         |           | -         |           | -         |           | -          |            | -          |            | -          |            |
| Anderen(*)           | Anderen(*)                      | 3,27       | 0          | 3,11       | 0          | 5,28      | 0         | -         |           | 2,54      | 0         | 1,2       | 0         | -          |            | 2,68       | 0          | 1,31       | 0          |
| Totaal stemmen       | Totaal stemmen                  | 37316      | 37316      | 34779      | 34779      | 33059     | 33059     | 32539     | 32539     | 31423     | 31423     | 32652     | 32652     | 31310      | 31310      | 31632      | 31632      | 29810      | 29810      |
| Opkomst %            | Opkomst %                       |            |            |            |            | 89,43     | 89,43     | 88,95     | 88,95     | 86,7      | 86,7      | 87,08     | 87,08     | 80,95      | 80,95      | 82,86      | 82,86      | 78,20      | 78,20      |
| Blanco en ongeldig % | Blanco en ongeldig %            | 5,54       | 5,54       | 7,48       | 7,48       | 6,62      | 6,62      | 5,73      | 5,73      | 8,1       | 8,1       | 7,31      | 7,31      | 7,83       | 7,83       | 9,12       | 9,12       | 10,15      | 10,15      |

(*) 1976: PCB (3,27%) / 1982: UDRT (3,11%) / 1988: IC (3,86%), PC (1,42%) / 2000: VIVANT (2,54%) / 2006: Vivant (1,2%) / 2018: DéFI (1,42%), La Droite (1,26%) / 2024: Collectif Citoyen (1,31%). De gevormde meerderheidscoalitie wordt vet aangegeven. De grootste partij is in kleur.

## Demografie

### Demografische evolutie voor de fusie
- Bron: NIS - Opm: 1831 t/m 1970 = volkstellingen op 31 december; 1976 = inwonertal per 31 december
- 1930: aanhechting van Hodimont

### Demografische ontwikkeling van de fusiegemeente
Alle historische gegevens hebben betrekking op de huidige gemeente, inclusief deelgemeenten, zoals ontstaan na de fusie van 1 januari 1977.
- Bronnen: NIS, Opm: 1831 tot en met 1981 = volkstellingen; 1990 en later = inwonertal op 1 januari

| Inwoners van jaar tot jaar op 1 januari 1992 tot heden | Inwoners van jaar tot jaar op 1 januari 1992 tot heden | Inwoners van jaar tot jaar op 1 januari 1992 tot heden |
| jaar                                                   | Aantal                                                 | Evolutie: 1992=index 100                               |
| ------------------------------------------------------ | ------------------------------------------------------ | ------------------------------------------------------ |
| 1992                                                   | 53.758                                                 | 100,0                                                  |
| 1993                                                   | 53.731                                                 | 99,9                                                   |
| 1994                                                   | 53.652                                                 | 99,8                                                   |
| 1995                                                   | 53.898                                                 | 100,3                                                  |
| 1996                                                   | 53.554                                                 | 99,6                                                   |
| 1997                                                   | 53.620                                                 | 99,7                                                   |
| 1998                                                   | 53.303                                                 | 99,2                                                   |
| 1999                                                   | 53.065                                                 | 98,7                                                   |
| 2000                                                   | 53.148                                                 | 98,9                                                   |
| 2001                                                   | 52.760                                                 | 98,1                                                   |
| 2002                                                   | 53.020                                                 | 98,6                                                   |
| 2003                                                   | 52.962                                                 | 98,5                                                   |
| 2004                                                   | 52.804                                                 | 98,2                                                   |
| 2005                                                   | 52.820                                                 | 98,3                                                   |
| 2006                                                   | 53.597                                                 | 99,7                                                   |
| 2007                                                   | 54.150                                                 | 100,7                                                  |
| 2008                                                   | 54.503                                                 | 101,4                                                  |
| 2009                                                   | 54.862                                                 | 102,1                                                  |
| 2010                                                   | 55.253                                                 | 102,8                                                  |
| 2011                                                   | 55.739                                                 | 103,7                                                  |
| 2012                                                   | 55.936                                                 | 104,1                                                  |
| 2013                                                   | 55.733                                                 | 103,7                                                  |
| 2014                                                   | 55.463                                                 | 103,2                                                  |
| 2015                                                   | 55.356                                                 | 103,0                                                  |
| 2016                                                   | 55.177                                                 | 102,6                                                  |
| 2017                                                   | 55.194                                                 | 102,7                                                  |
| 2018                                                   | 55.198                                                 | 102,7                                                  |
| 2019                                                   | 55.207                                                 | 102,7                                                  |
| 2020                                                   | 55.290                                                 | 102,8                                                  |
| 2021                                                   | 55.159                                                 | 102,6                                                  |
| 2022                                                   | 55.102                                                 | 102,5                                                  |
| 2023                                                   | 55.156                                                 | 102,6                                                  |
| 2024                                                   | 55.770                                                 | 103,7                                                  |
| 2025                                                   | 56.127                                                 | 104,4                                                  |